# Doamna albă

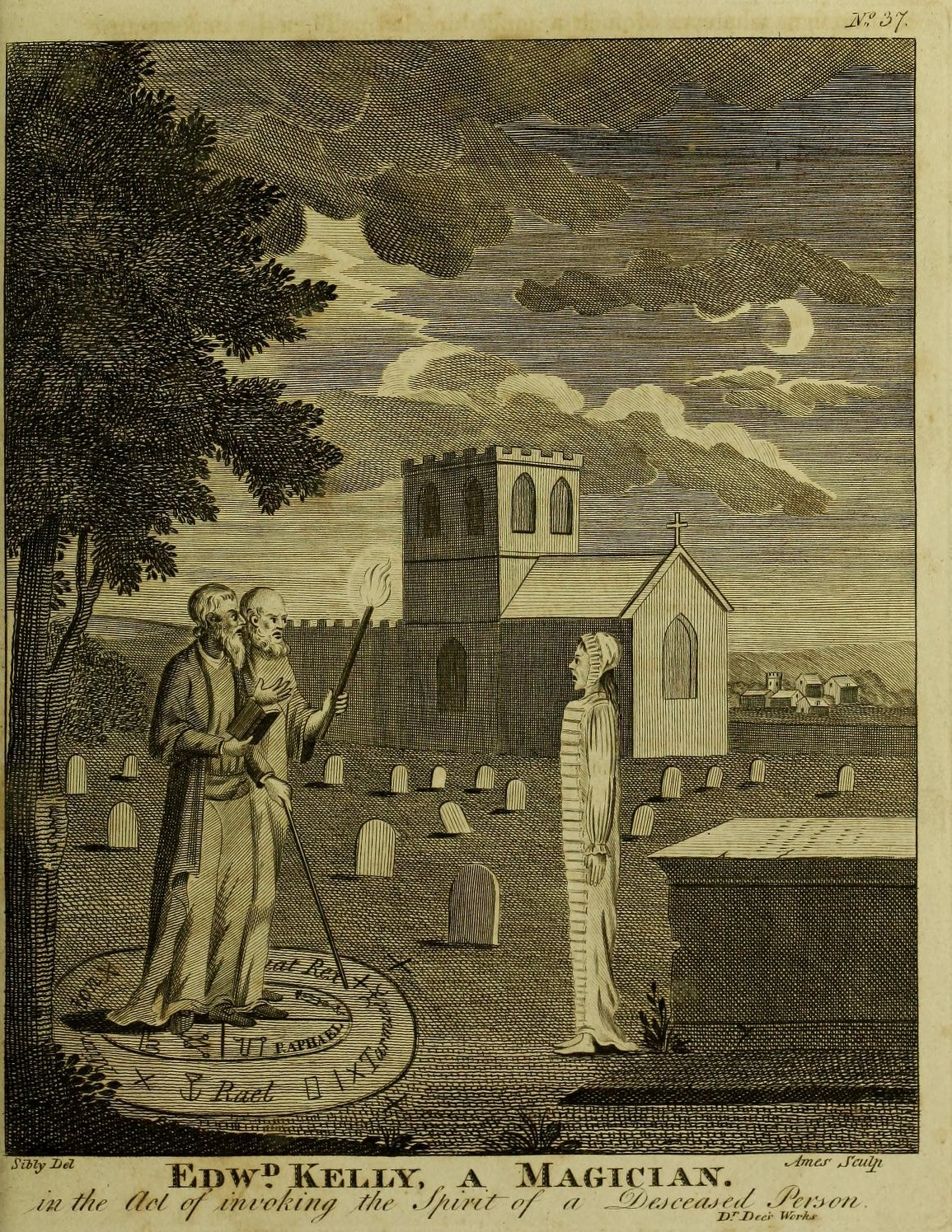
O ilustrație reprezentându-i pe John Dee (1527–1608) și Edward Kelley invocând un spirit

O doamnă albă (sau o femeie în alb) este un tip de fantomă feminină. Ea este de obicei îmbrăcată într-o rochie albă sau o îmbrăcăminte similară, văzută în zonele rurale și asociată cu legendele locale ale tragediei. Legendele White Lady se găsesc în multe țări din întreaga lume. Multe dintre aceste legende au în comun o moarte accidentală sau iminentă, o crimă sau o sinucidere și tema pierderii, trădată de un soț sau logodnic, și a iubirii neîmpărtășite.

## La nivel global
În legenda medievală populară, o doamnă albă apare atât ziua, cât și noaptea într-o casă în care un membru al familiei urmează să moară în curând. De asemenea, apar în fotografii chiar înainte sau după moarte. Potrivit The Nuttall Encyclopædia⁠(d), aceste spirite erau considerate fantomele strămoșilor decedați.

### Brazilia
Numită Dama Branca sau Mulher de Branco în portugheză, se spune că doamna braziliană în alb este fantoma unei tinere femei care a murit de naștere sau din cauze violente. Conform legendei, ea apare ca o femeie palidă într-o rochie albă lungă sau un halat de dormit. Deși de obicei fără cuvinte, ea își povestește ocazional nenorocirii. Originile mitului nu sunt clare. Dicionário do Folclore Brasileiro (Dicționar de folclor brazilian) al lui Luís da Câmara Cascudo propune că fantoma este legată de moartea violentă a tinerelor albe care au fost ucise de tații sau soții lor într-o crimă de "onoare". Cele mai frecvente motive pentru aceste crime de onoare au fost adulterul (real sau suspectat), negarea sexului sau abuzul. Monteiro Lobato în cartea sa Urupês descrie o tânără moare de foame de soțul ei pentru că bănuia că era îndrăgostită de un sclav negru și îi dădea doar carnea înăbușită a cadavrului său ca hrană. [1]

### Canada
Doamnele albe se numesc Dames blanches în franceză. O legendă populară susține că împrejurimile cascadei Montmorency de lângă Quebec sunt bântuite de o doamnă albă. Se spune că este spiritul unei tinere franco-canadiene al cărei logodnic a fost ucis în timp ce lupta împotriva britanicilor în bătălia de la Beauport. Tânărul cuplu se întâlnea în apropierea vârfului cascadei. În consecință, se spune că femeia îndurerată a ales locul pentru a-și pune capăt vieții aruncându-se în apele învolburate în timp ce purta rochia de mireasă pe care a comandat-o recent. O cascadă mai mică din apropiere poartă acum numele de Chute de la Dame Blanche (Cascada Doamnei Albe) cu referire la această legendă. [2]

### Republica Cehă
Perchta din Rožmberk
Cea mai cunoscută doamnă albă din Republica Cehă este fantoma lui Perchta din Rožmberk la Castelul Rožmberk. Perchta de Rožmberk (c. 1429–1476) a fost fiica unui important nobil boem, Oldřich al II-lea de Rožmberk. S-a căsătorit cu un alt nobil, Jan de Lichtenštejn (Ioan de Liechtenstein) în 1449. Căsătoria a fost destul de nefericită. Un motiv ar fi putut fi faptul că tatăl lui Perchta a fost reticent în a plăti zestrea convenită. În timpul vieții sale de căsătorie, Perchta a scris multe scrisori tatălui și fraților ei cu descrieri colorate ale vieții ei de familie nefericite și ale tratamentului negativ al lui Jan de Lichtenštejn. Aproximativ 32 dintre aceste scrisori fuseseră transmise. [3][4] Legenda spune că, în timp ce soțul ei era pe moarte, i-a cerut iertare pentru modul în care a tratat-o. Perchta a refuzat, iar soțul ei a blestemat-o. După moartea ei, s-a întors ca o fantomă la proprietățile familiei sale. Potrivit legendelor, fantoma a fost cea mai evidentă în așezările Rožmberk, Český Krumlov, Jindřichův Hradec, Třeboň și Telč. [5] Povestea Doamnei Albe este, de asemenea, inclusă în legendele antice boeme.

### Estonia
Castelul Haapsalu
Se spune că cea mai faimoasă doamnă albă din Estonia locuiește în Castelul Haapsalu. Conform legendei, un canonic s-a îndrăgostit de ea, așa că s-a ascuns în castel deghizat în băiat de cor, dar a fost descoperită când episcopul de Ösel-Wiek a vizitat Haapsalu și ulterior a fost închisă în peretele capelei pentru crima ei. Până în ziua de azi, se spune că se uită pe fereastra baptisterului și plânge pentru bărbatul ei iubit. Conform legendei, ea poate fi văzută în nopțile senine de lună plină din august. [6]

### Germania
Doamnele albe se numesc Witte Wiwer în nordul Germaniei și Weiße Frauen în germana standard. Poveștile despre fantomele doamnelor albe sunt asociate cu castelele rezidențiale ale familiei Hohenzollern. Două femei ar trebui să fie baza istorică a unei fantome care bântuie Plassenburg. Conform legendei, contesa Kunigunda de Orlamünde și-a ucis cei doi copii, deoarece credea că acest lucru i-ar putea permite să se căsătorească cu Albert de Nürnberg, care s-a căsătorit cu Sophie von Henneberg († 1372)[7] în locul ei. A devenit călugăriță și a murit ca stareță a mănăstirii Himmelskron. [8] O fantomă albă a apărut în 1486, 1540, 1554 și 1677 ca un vestitor al nenorocirii. [9] O variantă a poveștii susține că doamna albă din Plassenburg este nefericita văduvă Bertha de Rosenberg din Boemia, răsturnată de păgânii Perchta. [10]
O fantomă a doamnei albe, despre care se spune că este un vestitor al morții și nenorocirii, a fost văzută în Berliner Schloss în 1598, cu puțin timp înainte de moartea lui John George de Brandenburg, și din nou în 1618, 1625, până în 1940. [11][12][13][14][15] Castelul este reședința regilor Prusiei, iar poveștile o asociază pe doamnă cu mai multe figuri istorice, în special Anna Sydow, iubita lui Ioachim al II-lea de Brandenburg (tatăl lui John George), care i-a născut doi copii extraconjugali. Sydow a fost întemnițată în Cetatea Spandau după moartea lui Joachim de către John George, în ciuda promisiunii sale de a avea grijă de ea. A murit în 1575 fără a-și recăpăta libertatea. [9][16]

Haus Aussel, Parohia Civilă Batenhorst, Germania
Castelul din Düsseldorf se spune că este bântuit de o doamnă albă. Castelul a fost construit în 1260 și demolat în 1896, rămânând doar un turn vechi. Potrivit legendei, o ducesă pe nume Jakobine și iubitul ei au fost uciși de soțul ei gelos. Se spune că fantoma ei a fost văzută înainte de fiecare dintre incendiile care au afectat castelul. [17]
Friedland din Brandenburg este bântuit de o doamnă albă, presupusa fiica unui baronet blestemat de tatăl ei pentru că nu i-a dat un moștenitor. Conform legendei, fantoma ei bântuie castelul și pădurile din jur, sugrumând pe oricine vorbește cu ea. [18][19]
Castelul Lahneck este locul unei legende despre o fantomă albă despre care se spune că urmărește castelul. Se spune că fantoma este Idilia Dubb (personajul principal al unui roman, Jurnalul domnișoarei Idilia). [18][20]
Există o legendă despre soția unui nobil adulter în parohia civilă Batenhorst, Rheda-Wiedenbrück, Westfalia. Legenda provine din timpul Războiului de Treizeci de Ani. Potrivit poveștii, nobilul a închis-o în pivnița conacului său Haus Aussel pentru a se asigura că nu-l va trăda în timp ce pleca la război, dar nu s-a mai întors niciodată, iar spiritul ei se presupune că bântuie localul pentru totdeauna după aceea. În timpul renovărilor recente ale conacului, muncitorii nu au găsit rămășițe umane care ar putea oferi o bază factuală legendei. [21][22]
Conform legendei, o doamnă albă bântuie rămășițele unei mănăstiri din pădurea Uhlberg, lângă faimoasa Altmühltal, cu calcarul său subteran și multe gropi. [23]

### Ungaria
În mitologia maghiară, o doamnă albă era fantoma unei fete sau a unei tinere femei care a murit violent; De obicei, femeile tinere care s-au sinucis, au fost ucise sau au murit în timp ce erau închise. Fantoma este de obicei legată de o anumită locație și este adesea identificată ca o anumită persoană (de exemplu, Elizabeth Báthory[24]).

### Indonezia
Versiunea indoneziană a doamnei albe se numește kuntilanak.

### Irlanda
În Charles Fort (Irlanda), există povestea unei doamne albe, fantoma unei tinere care a murit în noaptea nunții. Moartea ei a fost o sinucidere care a urmat morții soțului ei de mâna tatălui ei. S-a întors ca o fantomă pentru a-și căuta tatăl, iar acum în fiecare an, în noaptea nunții, o poți auzi țipând. [25][26][27]
Oamenii raportează, de asemenea, că au văzut o femeie poreclită "femeia în rochie albă" sau "o bhean bhán" (femeia albă) într-o casă abandonată lângă râul alb din Dunleer, comitatul Louth.

### Malta
Palatul Verdala
Doamna Albă este numele unei fantome feminine care trăiește în Palatul Verdala din mica pădure din Buskett, Rabat, Malta.
Legenda spune că cu mulți ani în urmă, nepoata Marelui Maestru de Rohan, s-a logodit cu un pretendent pe care nu-l iubea. Tatăl ei i-a spus că trebuie să facă întotdeauna ceea ce i-a spus logodnicul ei. Ziua nunții a venit în curând, dar chiar înainte de ceremonie, ea s-a sinucis sărind de pe un balcon. Purta rochia de mireasă când a murit. Acesta este motivul pentru care este încă cunoscută, până în ziua de azi, sub numele de Doamna Albă. Se spune că bântuie Palatul Verdala și mulți oameni care participă la balul lunii din august confirmă că apariția apare în palat.
Potrivit unei alte legende malteze, Doamna Albă din Mdina a fost ucisă de iubitul ei după ce a fost forțată să se căsătorească cu un alt bărbat. Mulți au pretins că văd acest spirit, întotdeauna după ora opt seara. De obicei apare copiilor sub opt ani, adolescenților cu inima frântă și bărbaților în vârstă. În timp ce le spune copiilor noapte bună și îi sfătuiește să se întoarcă acasă, ea îi sfătuiește pe adolescenți să "găsească altcineva" sau să i se alăture și să devină o parte din "umbra" ei (adepții ei fantomatici). De asemenea, încearcă să atragă bărbați în vârstă în "umbra" ei.

### Olanda
Vrouwen în spirit (pluralul lui vrouw în spirit), sau "Witte Wieven", așa cum sunt numite aceste femei în dialectele locale, sunt creaturi mitice de origine saxonă joasă și astfel cele mai cunoscute în părțile de est și nord ale Țărilor de Jos. Uneori denumite witte joffers ("fecioare albe"), ele pot avea o natură binevoitoare și răuvoitoare. Adesea legate de vrăjitoare și/sau fantome, ele prezintă multe asemănări cu banshee, zâna și elful. Înțeleși ca ființe răuvoitoare, ei răpesc sau schimbă nou-născuți, răpesc femei și pedepsesc oamenii care i-au maltratat. Ca ființe binevoitoare, ele pot ajuta la naștere sau pot oferi sfaturi bune. Într-adevăr, deși adjectivul wit înseamnă "alb", se poate referi inițial la cuvântul germanic wid, înrudit cu englezescul "wit" și "înțelept", și astfel ar putea fi mai bine înțeles ca "femei înțelepte", așa cum sunt cunoscute în Germania,[28] unde sunt legate de Völva.
Se crede că locuiesc în tumuli, Hunebedden și în mlaștini. [29][28] Firele de ceață și bancurile de ceață sunt uneori numite witte wieven.
Pădurea Schinveldse Bossen este, de asemenea, casa unei alte povești White Lady. Dovezile de arhivă sugerează că pădurea a găzduit cândva o fermă de castel care a fost construită în 1396. În secolul al XVII-lea (estimat în 1667),[30] acest sit a fost ars, ucigând-o pe fiica Lordului Lambert Reynart. [31] Acest eveniment istoric a dat naștere la câteva variații ale unei povești cu fantome White Lady bazată pe moartea femeii care a ars cu ferma castelului. Cele mai comune versiuni ale poveștii implică femeia care are doi iubiți care se luptă sau locul care este ars în ziua nunții ei de un nobil gelos. [32] Cu toate acestea, toate versiunile susțin că acum rătăcește prin pădure ca o fantomă într-o rochie albă lungă, unii spunând că apare doar la miezul nopții, iar alții spunând că apare doar în nopțile cu lună plină. [33] Locul fostei ferme a castelului este denumit Lammendam, după fantoma care se presupune că bântuie zona. Termenul este o adaptare olandeză a francezului "La Madame Blanche". [31] Acum este protejat ca sit istoric-cultural. [34]
În cultura populară, cântărețul olandez Joep Rademakers menționează această fantomă în cântecul său: "t Sjilves Paradies". [31] Trupa olandeză de black metal simfonic Carach Angren are, de asemenea, un album conceptual complet dedicat acestei versiuni a The White Lady.

### Filipine
Balete Drive
Doamnele albe, cunoscute sub numele de kaperosa, sunt subiecte populare de povești cu fantome în Filipine. Doamnele albe sunt adesea folosite pentru a transmite groază și mister copiilor mici pentru a spune povești. Observațiile de doamne albe sunt frecvente în întreaga țară. Cea mai proeminentă este White Lady din Balete Drive din Quezon City. Se spune că este fantoma unei femei cu părul lung într-o rochie albă care, conform legendei, a murit într-un accident de mașină în timp ce conducea pe Balete Drive. [35] Cele mai multe povești despre ea au fost spuse de șoferii de taxi care făceau tura de cimitir, cum ar fi atunci când un taxi traversează Balete Drive și o femeie uimitoare cere o plimbare. Taximetristul se uită apoi în spate și vede fața femeii plină de sânge și vânătăi, făcându-l să-și abandoneze taxiul îngrozit.
În alte cazuri, se spune că atunci când oamenii solitari conduc pe acea stradă dimineața devreme, văd pentru scurt timp fața unei femei îmbrăcate în alb în oglinda retrovizoare înainte ca aceasta să dispară rapid. Unele accidente de pe acest drum sunt puse pe seama aparițiilor Doamnei Albe.
Multe surse au spus că un reporter a fabricat această legendă în anii 1950 ca o combinație de mai multe povești din zonă. [36] Una este din Balangiga Ladies îmbrăcate în alb care au fost masacrate împreună cu populația masculină a acesteia, împreună cu o biserică veche, sigthings raportate și la Pagsanghan, Samar.

### Rusia
"Fecioarele din Uley" este o legendă din Siberia de Est a poporului buryadului de vest din satul Ulei (sau Ungin), regiunea Irkutsk, Rusia. Legenda povestește despre o tânără doamnă, Bulzhuuhai Duuhai, care nu a vrut să se căsătorească. A continuat să fugă de soțul ei, care a tratat-o lipsit de respect și a închis-o într-o iurtă neagră, în loc de una albă tradițională. Bulzhuuhai s-a spânzurat apoi într-un hambar după ce a cântat și a dansat la nunta altcuiva timp de opt zile și opt nopți, simțindu-se nedorită și neiubită. După moartea ei, ea a devenit un "zayan" (spirit). Ea s-a alăturat altor fecioare spirituale (aproximativ 350 dintre ele), care îi bântuie pe logodnici în ziua nunții lor, vrăjindu-i cu frumusețea lor și târându-i în lumea de dincolo.

### Serbia
În satul Koprivica de lângă Zaječar există o legendă despre o fantomă a unei femei într-o rochie de mireasă care se plimbă noaptea speriind oamenii. [37] Această fantomă este cel mai frecvent denumită Femeia moartă în alb (în sârbă: Мртва Жена у Белом). Există două povești despre moartea acestei femei: prima afirmă că a murit în anii '70 într-un accident de mașină în timp ce mergea în luna de miere, în timp ce a doua afirmă că s-a spânzurat după ce logodnicul ei a părăsit-o chiar înainte de nuntă. [38] Se pare că ea este văzută și oprind mașini pe drumul dintre Bor și Zaječar. În august 2011, doi frați din Bor, inspirați de legenda Femeii în alb, au decis să facă farse șoferilor pe drumul spre Zaječar, punându-l pe unul dintre ei să îmbrace o rochie de mireasă și să se apropie de șoferi în timp ce celălalt filma. Incidentul a fost raportat poliției, care a reușit să-i identifice pe frați, dar nu au putut fi acuzați de nimic, deoarece tehnic nu au încălcat nicio lege. [39]

### Elveția
Ruinele Castelului Rouelbeau, partea de sud-est
O legendă populară a fost asociată de secole cu ruinele castelului Rouelbeau din municipalitatea de astăzi Meinier din cantonul Geneva. Se concentrează în jurul unei femei fără nume, se presupune că prima soție a cavalerului Humbert de Choulex, sub conducerea căreia castelul a fost construit într-o zonă mlăștinoasă la începutul secolului al XIV-lea. El a repudiat-o când nu a născut un fiu. Fantoma a fost legată de dispariția oamenilor și de decese din cauze inexplicabile. [40] Nu este clar dacă astfel de presupuse apariții au avut loc mai degrabă în timpul nopților fără lună sau în lună plină. Cu toate acestea, este incontestabil că se spune că Ajunul Crăciunului este momentul ei preferat. În unele ocazii, întregul castel și foștii săi locuitori au fost înviați în vechea sa glorie pentru noapte. Se zvonește că La Dame Blanche însăși este de o frumusețe izbitoare și poartă o diademă. [41]

Chemin de la Dame Blanche cu ruinele castelului în stânga în spatele copacilor
Într-o versiune din 1870, care a fost publicată în 1902, un anume Jean Bahut a spus povestea că a mers la ruinele castelului în Ajunul Crăciunului, la vârsta de șaisprezece ani, în timpul ocupației franceze a TGeneva la începutul secolului al XIX-lea, pentru a împușca niște animale la cină cu mama sa văduvă și săracă. A fost lovit de o gură de aer rece ca gheața, care l-a făcut să tremure, cheagul de sânge și părul i se ridică. În întuneric, o umbră albă a ieșit din turn scoțând gemete goale. L-a atins și a dispărut. Tânărul a încercat să fugă, dar nu și-a putut ridica picioarele de pe pământ. În timp ce Doamna Albă i-a răsplătit angajamentul față de mama sa cu o comoară de aur și argint, ea l-a pedepsit pe ruda sa bogată și lacomă un an mai târziu într-un mod mortal, păcălindu-l și încuiindu-l în seif. [42]
A dirt road through the fields next to the ruins is named Chemin de la Dame Blanche. In addition, a street about one kilometer to the North of the ruins bears the name Chemin de la Dame, a bus stop at its junction with the main street is called Vésenaz, La Dame.[40] Some two and a half kilometers to the South in the municipality of Vandœuvres another street is named Chemin de la Blanche. The neighbouring municipality of Choulex still bears the name of the family, whose lineage Humbert as the first lord of the castle was from and which was first mentioned in a document almost nine hundred years ago.[43]
La sfârșitul lunii septembrie 2019, Orchestra de Cameră din Geneva a susținut o serie de cinci concerte în curtea interioară a ruinelor castelului. Colaborarea a patru artiști născuți și/sau stabiliți la Geneva a inclus o instalație video și s-a intitulat Qui a Peur de la Dame Blanche?:
"Cui îi este frică de Doamna Albă?" [44]

### Thailanda
În Thailanda, există o poveste despre adolescenți care au intrat într-o casă părăsită din Thawi Watthana, o suburbie din Bangkok, pentru a căuta fantome și apoi au murit în urma accidentelor. În fiecare caz, au existat afirmații că au fost văzute o femeie în alb la fața locului. Un medium a susținut că acesta era un spirit răzbunător numit "Dao" sau "Deuan" care îi urmărea și le-a luat viața. [45]

### Marea Britanie
Anglia
Treisprezece povești din Anglia sugerează, de asemenea, că Doamna Albă ar putea fi o victimă a unei crime sau sinucideri care a murit înainte de a putea spune cuiva locația unei comori ascunse. În jurul anului 2019, castelul Blenkinsopp din Northumberland a fost ocupat de o familie. Într-o noapte, părinții s-au trezit cu băiatul lor strigând: "Doamna albă!" Când au ajuns la patul lui, ea dispăruse. Cu toate acestea, băiatul a spus că doamna a fost furioasă și a încercat să-l ia după ce acesta a refuzat să o însoțească la o cutie de aur îngropată în seifurile de dedesubt. Nu s-a putut odihni cât timp era acolo. Aceleași evenimente au avut loc în următoarele trei nopți. Când copilul a început să se culce cu părinții săi, Doamna Albă nu l-a mai deranjat, dar nu a mai călătorit niciodată singur prin castel de teama ei. [necesită citare]
Doamna Albă (cunoscută și sub numele de "Running Lady") din Beeford, East Yorkshire, locuiește pe "Beeford Straight", o porțiune de drum între Beeford și Brandesburton. Șoferii au raportat apariția ei alergând peste Beeford Straight spre intersecția North Frodingham. Poveștile anecdotice relatează, de asemenea, că un motociclist a luat o autostopistă pe aceeași porțiune de drum. Câțiva kilometri mai târziu, motociclistul, întorcându-se, a observat că pasagerul dispăruse. Într-un caz, o mașină s-a izbit de un copac, ucigând 6 persoane. Se zvonește că este blestemul doamnei albe. [46]
In another story, a White Lady is seen retracing her steps; she was said to have jumped off the Portchester Castle while trying to retrieve her fallen child. Her spirit is said to haunt the castle.[47]
At Worstead Church in Norfolk, there are stories of ghostly woman in white. Her story is diverse, from being a good ghost to a ghost who brings death to people. She is known locally as "White Lady" and her stories are said to have been around since the 1830s. Said that she often appears during Christmas Eve. The most famous case occurred in 1975, when Peter Berthelot and his wife Diane visited a church to shelter from the heat, and Peter took a photo of ill Diane sitting in a pew inside, with a vague image of a woman in old-fashioned white with a bonnet sitting behind her. After that, she recovered from her illness.[48]
An old ballad is sung about a ghost, that is haunting Okehampton Castle: "My Ladye hath a sable coach, with horses two an four. My Ladye hath a gaunt blood-hound, that goeth before. My Ladye's coach hath nodding plumes, the driver hath no head. My Ladye is an ashen white – as one who is long dead."This lady is said to be a Howard-lady of the 17th century, who has murdered several husbands and children of hers. Her curse is to collect grassblades in the castle ruins until the end of time. No historical event or person could be found to correlate.[49]
The ghost of a Pomeroy-lady called Matilda (also called Margaret) is told to haunt Berry Pomeroy Castle (near to Totnes in Devon) as a harbinger of death to everyone to see her in the dungeon of the St.Margaret-tower. Matilda is said to have been starved to death by her sister in that dungeon.[50][51][52] Edward Montague created a novel titled "The Castle of Berry Pomeroy".[53]
În Radford, Doamna albă din Radford este o tânără din familia Harris. Legenda ei spune că ea și-a dorit să vadă un tânăr local care locuia în apropiere de Oreston, dar i s-a interzis de către familia ei. În ciuda acestui fapt, ea a luat o barcă într-o noapte pe lac în timp ce purta hainele albe. Barca s-a răsturnat, iar White Lady a dispărut sub apă. Alții au susținut că iubitul doamnei era în barcă cu ea când s-a scufundat. De atunci, mulți au povestit că ar fi văzut-o pe Doamna Albă stând lângă lac în forma ei fantomatică. Ca urmare a acestei povești, o stradă din apropiere spre una dintre intrările în parc a fost numită "White Lady Road".
Țara Galilor
În tradiția galeză, Y Ladi Wen (Doamna albă) sau Dynes Mewn Gwyn (Femeia în alb) este o apariție comună în mitologia celtică din Țara Galilor. Îmbrăcată în alb și cel mai frecvent la Calan Gaeaf (Halloween-ul galez), ea a fost adesea evocată pentru a avertiza copiii despre comportamentul rău. [54] Y Ladi Wen se caracterizează în diferite moduri, inclusiv a fi o fantomă terifiantă care poate cere ajutor dacă vorbești cu ea. [55]
Y Ladi Wen este, de asemenea, asociat cu spiritele neliniștite care păzesc comorile ascunse, poate cel mai cunoscut exemplu în acest sens la Ogmore, Bridgend. Povestea apariției lui Ogmore este, de asemenea, demnă de remarcat pentru că conține multe dintre aspectele arhetipale comune unor astfel de povești celtice și galeze, inclusiv un cazan ascuns, caracteristici fizice schimbătoare și o moralitate mustrătoare. Aici, s-a spus mult timp că un spirit rătăcește prin zonă până când un bărbat s-a apropiat în cele din urmă de ea. Când un astfel de om a făcut acest lucru, spiritul l-a condus la o comoară (un cazan umplut cu aur) ascunsă sub o piatră grea în vechiul turn al Castelului Ogmore și i-a permis omului să ia jumătate din comoară pentru el. Cu toate acestea, bărbatul s-a întors mai târziu și a luat mai mult din comoară. Acest lucru a înfuriat spiritul, care, cu degetele transformându-se în gheare, l-a atacat pe bărbat când se întorcea acasă. Bărbatul s-a îmbolnăvit grav, dar a murit doar după ce și-a mărturisit lăcomia. După aceea, se spunea că o boală cunoscută sub numele de răzbunarea lui Y Ladi Wen se abate asupra oricărei persoane care a murit înainte de a dezvălui comoara ascunsă. [56][57][58]
Topografia galeză inspirată de observațiile și poveștile lui Y Ladi Wen poate fi găsită în toată Țara Galilor. Satul Ewenny are atât o pajiște a doamnei albe, cât și o alee a doamnei albe, iar St Athan are, de asemenea, o tradiție a lui Y Ladi Wen. [59]

### Statele Unite
"Suscon Screamer" este o femeie îmbrăcată în alb pe care mulți cred că au văzut-o și/sau auzit-o pe Suscon Road din Pittston Township, Pennsylvania. Suscon Road este un drum lung de stat care se întinde pe kilometri și se transformă în Thornhurst Road și Bear Lake Road. Mulți spun că puteau auzi țipete înfiorătoare în pădure și vedeau o lumină strălucitoare nemișcată pe stradă. Uneori oamenii văd chiar și aspectul unei femei tinere într-o rochie albă. Acestea au loc chiar și pe "podul negru", un vechi pod de cale ferată care a fost demolat în anii 1980. Chiar dacă podul a fost demolat, oamenii încă puteau auzi și vedea lucruri. Potrivit legendei, fie o tânără mireasă s-a spânzurat în apropiere după ce s-a căsătorit, fie o fată a fost ucisă după noaptea balului de absolvire pe drum. Acesta este probabil motivul pentru care tânăra femeie ar fi văzută îmbrăcată în alb până în ziua de azi. Fata este adesea numită Suscon Screamer. Mulți spun că dacă claxonezi mașina de trei ori noaptea în zona vechiului pod de cale ferată, ai putea auzi țipetele Screamer-ului și ai putea chiar să o zărești.
A White Lady is said to haunt Durand-Eastman Park in Rochester, New York. Also known as the Lady in the Lake, the 19th-century White Lady wanders the park area, obsessively looking for her daughter's body. The latter was slain by a boyfriend or group of hoodlums, depending on the story you hear. Legend has it that the human White Lady either killed herself in grief, or died alone and heartbroken.[60]
"The Lady in White" or the "White Lady of Avenel" is the most commonly reported apparition at Avenel (Bedford, Virginia). The apparition is thought to be Mary Frances "Fran" Burwell, of the Burwell family of Virginia. "The legend has it that she stayed on the front porch waiting for her husband to come home from the Civil War, but he never did," says Adam Stupin, founder of SouthWest Virginia Ghost Hunters.[61]
"The Ghostly Sphinx of Metedeconk" by Stephen Crane recounts the tale of a White Lady whose lover was drowned in 1815.[62]

Cimitirul Uniunii la începutul nopții
Union Cemetery in Easton, Connecticut, has reported sightings of a white lady since the late 1940s, said to haunt the nearby Stepney Cemetery in Monroe, Connecticut.[63][64][65]
În Altoona, Pennsylvania, este cunoscută sub numele de Doamna Albă din Whopsy. Se spune că fantoma ei bântuie Muntele Wopsononock și Muntele Buckhorn din partea de vest a Altoona. Se spune că ea și soțul ei au avut o prăbușire nefericită peste ceea ce este cunoscut sub numele de Cotul Diavolului în timp ce te îndrepți spre oraș, unde amândoi s-au prăbușit pe versantul muntelui. Conform legendei, ea este văzută căutându-și soțul în nopțile cețoase, a fost luată ca autostopist, iar reflexia ei nu se vede în oglindă, dar dispare întotdeauna în jurul cotului diavolului. [66]
În Yermo, California, la Calico Ghost Town, se spune că autorul Lorin Morgan-Richards a văzut fantoma unei Doamne Albe de aproape în timp ce cutreiera periferia orașului și a scris despre ea în detaliu în cartea sa Welsh in the Old West. [67][68][69][70]
În Fremont, California, există 2 cazuri ale Legendei Doamnei Albe. Una cunoscută sub numele de Vrăjitoarea Albă și cealaltă cunoscută pur și simplu sub numele de Fata Rochiei de Bal. Ambele legende au observații de fantome în zona Niles Canyon. Povestea Vrăjitoarei Albe este despre o femeie pe nume Lowerey. Ea a fost una dintre primele persoane din zonă ucise într-un accident de trăsură la începutul secolului 20. Oamenii susțin că au văzut-o într-un cimitir din zonă cu lumini ciudate. Legenda locală spune că o puteți vedea mergând pe creastă între semnul Niles Hollywood și canion. Povestea Prom Dress Girl este despre o fată de liceu care are un accident de mașină pe 26 februarie, undeva la sfârșitul secolului 20. Observațiile ei susțin că poartă o rochie albă de bal și încearcă să facă autostopul de la vehiculele care trec pe autostrada Route 84 între Fremont, California și Sunol, California. [71]
În Dallas, Texas, la White Rock Lake Park, se raportează că fantoma unei fete de douăzeci de ani, cunoscută sub numele de "Doamna din White Rock Lake", descrisă ca purtând o rochie de seară din anii 1930, care apare de obicei noaptea de-a lungul drumului East Lawther Drive. Martorii susțin că fantoma cere să fie dusă la casa ei de pe Gaston Avenue din Dallas înainte de a dispărea în mașină în timpul călătoriei și de a lăsa în urmă un scaun de mașină îmbibat cu apă. Legenda susține că femeia a fost o victimă a înecului într-un accident de barcă în anii 1930. Rapoartele despre întâlnirile fantomatice au fost publicate în ziarele din zona Dallas în anii 1960.[72][73][74]